# Sterk gedragsgestoord licht verstandelijk gehandicapt
Sterk gedragsgestoord licht verstandelijk gehandicapt (SGLVG) is een benaming die in Nederland aan het eind van de jaren 1980 is ontstaan voor mensen met een lichte verstandelijke beperking en ernstige gedragsproblematiek.

## Behandelcentra
Voor mensen met deze problemen bestond tot dan toe vaak geen adequaat zorgaanbod. De geestelijke gezondheidszorg richt zich op psychische aandoeningen, niet op beperkingen; de gehandicaptenzorg richt zich op beperkingen, niet op aandoeningen. Hierdoor vielen mensen met een beperking én ernstige gedragsproblematiek soms tussen wal en schip. In 1988 werden vijf behandelcentra opgericht die zich speciaal op deze doelgroep toelegden. Anno 2018 zijn dat er vier: behandelcentrum Middenweg van Ipse de Bruggen te Zwammerdam, STEVIG te Venray (onderdeel van Dichterbij), Trajectum te Zwolle en Wier te Den Dolder (onderdeel van Fivoor). De vier SGLVG-behandelcentra zijn verenigd in Expertisecentrum De Borg.

## Behandeling
Een SGLVG-behandeling richt zich niet primair op aandoeningen of beperkingen, maar op gedragsproblematiek. Deze wordt geduid als resultante van cognitieve beperkingen, sociale en emotionele ontwikkelingsachterstanden en psychopathologie die in onderlinge interactie zijn ontstaan. De behandeling heeft niet alleen probleemreductie tot doel, maar nadrukkelijk ook een positieve beïnvloeding van de ontwikkeling van de cliënt. Het beoogde eindresultaat is een leefsituatie waarin de cognitieve, sociale en emotionele vaardigheden van de cliënt onderling in balans zijn en de cliënt, met passende ondersteuning vanuit zijn omgeving, naar eigen vermogen in de samenleving functioneert, zonder onaanvaardbare risico’s voor eigen of andermans welzijn.